# El Chicharro
El Chicharro o escultura alegórica al Chicharro es una escultura de bronce de un chicharro o jurel (Trachurus trachurus), que se encuentra en la ciudad de Santa Cruz de Tenerife (Canarias, España), de la cual se ha convertido en uno de sus símbolos más queridos.

## Historia
Originalmente la escultura fue donada a la ciudad por la Agrupación Cultural Venezolana los "Liqui-Liquis", con don Trino Garriga al frente, como regalo a la ciudad de Santa Cruz y a la isla de Tenerife, se instaló en 1979 al final de la calle San José, a la altura de la Plaza del Príncipe, en una plaza denominada precisamente Plaza del Chicharro. Al pie del monumento fue colocada una placa que textualmente decía: "La Comunidad Canario-Venezolana al Noble Pueblo de Tenerife".
La escultura actual confeccionada en bronce, tiene un peso aproximado de 600 kilos y está situada desde noviembre de 2003 sobre una piedra de basalto. Esta estatua es una réplica de la original que fue confeccionada por los alumnos de la Escuela de Industriales de Caracas, y que fue sustraída y mutilada años atrás de su emplazamiento original. Siendo sustituida posteriormente por la actual escultura.

## Ataques vandálicos
El Chicharro ha sido víctima de diversos ataques vandálicos, incluso en el año 2000 fue robado y facturado a Valencia, donde se salvó por muy poco de ser fundido por un chatarrero. A pesar de esto la imagen original fue encontrada en muy mal estado, por lo cual se creó la réplica actual conservándose únicamente de la imagen original la ola en la que parece estar saltando el pez, dicha ola fue incluida en la nueva escultura.
Los escultores Francisco Javier Rodríguez de Armas y Evelina Martín Rodríguez (responsables del taller Bronzo) fueron los encargados de crear la actual escultura, la cual fue inaugurada de manera oficial el 4 de noviembre de 2003.